# Eremotylus costalis
Eremotylus costalis är en stekelart som först beskrevs av Cresson 1879.  Eremotylus costalis ingår i släktet Eremotylus och familjen brokparasitsteklar. Inga underarter finns listade i Catalogue of Life.